# 나모리
나모리(일본어: なもり, 1987년 6월 25일 ~)는 일본 도야마현 다카오카시 출신의 여성 만화가이다.

## 작품
- 유루유리(ゆるゆり)
- 오오무로가(大室家)